# امیکرون زن برزنجیر
امیکرون زن برزنجیر یک ستاره است که در صورت فلکی آندرومدا قرار دارد.